# Première circonscription de la Seine-Maritime
La première circonscription de la Seine-Maritime est l'une des dix circonscriptions législatives françaises que compte le département de la Seine-Maritime (76) situé en région Normandie.

## Description géographique et démographique

### De 1958 à 1986
Le département avait dix circonscriptions.
La première circonscription de la Seine-Maritime était composée de :
- canton de Darnétal
- canton de Rouen-2
- canton de Rouen-4
- canton de Rouen-5

Source : Journal Officiel du 14-15 Octobre 1958.

### Depuis 1988
La première circonscription de la Seine-Maritime est délimitée par le découpage électoral de la loi n°86-1197 du 24 novembre 1986
. Elle regroupe les divisions administratives suivantes  : 
- Canton de Rouen-I
- Canton de Rouen-II
- Canton de Rouen-III
- Canton de Rouen-IV
- Canton de Rouen-V
- Canton de Rouen-VI
- Canton de Rouen-VII.

D'après le recensement général de la population en 1999, réalisé par l'Institut national de la statistique et des études économiques (INSEE), la population de cette circonscription est estimée à 106 560 habitants,.
À la suite du redécoupage des circonscriptions législatives françaises de 2010 qui entre en application avec les élections législatives françaises de 2012, la première circonscription regroupe désormais les cantons suivants : 
- Canton de Mont-Saint-Aignan
- Canton de Rouen-I
- Canton de Rouen-II
- Canton de Rouen-III
- Canton de Rouen-IV
- Canton de Rouen-V
- Canton de Rouen-VII.

## Historique des députations
| Législature | Début de mandat | Fin de mandat   | Député | Député                   | Parti | Observations |
| ----------- | --------------- | --------------- | --- | ------------------------ | ----- | --- |
| IXème       | 23 juin 1988    | 1er avril 1993  | | Michel Bérégovoy         | PS    | |
| Xème        | 2 avril 1993    | 25 février 1996 | | Jeanine Bonvoisin        | UDF   | À la suite du décès de Jeanine Bonvoisin le 25 février 1996, son suppléant Patrick Herr lui succède. Mandat écourté à la suite d'une dissolution parlementaire décidée par Jacques Chirac. |
| Xème        | 26 février 1996 | 21 avril 1997   | Patrick Herr | UDF                      |       | À la suite du décès de Jeanine Bonvoisin le 25 février 1996, son suppléant Patrick Herr lui succède. Mandat écourté à la suite d'une dissolution parlementaire décidée par Jacques Chirac. |
| XIème       | 12 juin 1997    | 18 juin 2002    | Patrick Herr | UDF                      |       | |
| XIIème      | 19 juin 2002    | 19 juin 2007    | Patrick Herr |                          | UMP   | |
| XIIIème     | 20 juin 2007    | 19 juin 2012    | | Valérie Fourneyron       | PS    | Également Maire de Rouen entre 2008 et 2012. |
| XIVème      | 20 juin 2012    | 22 juillet 2012 | Nommée Ministre des Sports, de la Jeunesse, de l'Éducation populaire et de la Vie associative au sein des gouvernements Ayrault I et II puis Secrétaire d'État chargée du Commerce, de l'Artisanat, de la Consommation et de l'Économie sociale et solidaire au sein du gouvernement Valls I, elle cède sa place à son suppléant Pierre Léautey, auparavant Maire de Mont-Saint-Aignan de 2008 à 2014. | Valérie Fourneyron       | PS    | |
| XIVème      | 22 juillet 2012 | 3 juillet 2014  | Nommée Ministre des Sports, de la Jeunesse, de l'Éducation populaire et de la Vie associative au sein des gouvernements Ayrault I et II puis Secrétaire d'État chargée du Commerce, de l'Artisanat, de la Consommation et de l'Économie sociale et solidaire au sein du gouvernement Valls I, elle cède sa place à son suppléant Pierre Léautey, auparavant Maire de Mont-Saint-Aignan de 2008 à 2014. | Pierre Léautey           | PS    | |
| XIVème      | 4 juillet 2014  | 20 juin 2017    | Nommée Ministre des Sports, de la Jeunesse, de l'Éducation populaire et de la Vie associative au sein des gouvernements Ayrault I et II puis Secrétaire d'État chargée du Commerce, de l'Artisanat, de la Consommation et de l'Économie sociale et solidaire au sein du gouvernement Valls I, elle cède sa place à son suppléant Pierre Léautey, auparavant Maire de Mont-Saint-Aignan de 2008 à 2014. | Valérie Fourneyron       | PS    | |
| XVème       | 21 juin 2017    | 21 juin 2022    | | Damien Adam              | LREM  | |
| XVIème      | 22 juin 2022    | 9 juin 2024     | Mandat écourté à la suite d'une dissolution parlementaire décidée par Emmanuel Macron. | Damien Adam              | LREM  | |
| XVIIème     | 8 juillet 2024  | En cours        | | Florence Hérouin-Léautey | PS    | Également conseillère départementale de la Seine-Maritime. |

## Historique des élections

### Élections législatives de 1958
| Candidat                    | Candidat            | Parti          | Premier tour | Premier tour | Second tour | Second tour |  |
| Candidat                    | Candidat            | Parti          | Voix         | %            | Voix        | %           |  |
| --------------------------- | ------------------- | -------------- | ------------ | ------------ | ----------- | ----------- |  |
|                             | Bernard Tissot      | CNIP           | 9 088        | 20,34        | 10 525      | 23,86       |  |
|                             | Roger Dusseaulx élu | UNR            | 8 659        | 19,38        | 13 470      | 30,53       |  |
|                             | Jean Lecanuet       | MRP            | 8 182        | 18,32        | 9 862       | 22,35       |  |
|                             | Victor Blot         | PCF            | 7 937        | 17,77        | 10 262      | 23,26       |  |
|                             | Michel Cohou        | UFD            | 3 674        | 8,22         | Retrait     | Retrait     |  |
|                             | William Cornier     | SFIO           | 3 164        | 7,08         | Retrait     | Retrait     |  |
|                             | René Tamarelle      | UFF            | 2 182        | 4,88         |             |             |  |
|                             | René Guérin         | Radsoc         | 1 787        | 4            |             |             |  |
|                             |                     |                |              |              |             |             |  |
| Inscrits                    | Inscrits            | Inscrits       | 60 912       | 100,00       | 60 911      | 100,00      |  |
| Abstentions                 | Abstentions         | Abstentions    | 14 616       | 24           | 15 521      | 25,48       |  |
| Votants                     | Votants             | Votants        | 46 296       | 76           | 45 390      | 74,52       |  |
| Blancs et nuls              | Blancs et nuls      | Blancs et nuls | 1 623        | 3,51         | 1 271       | 2,8         |  |
| Exprimés                    | Exprimés            | Exprimés       | 44 673       | 96,49        | 44 119      | 97,2        |  |
| Source : Gallica et CEVIPOF |                     |                |              |              |             |             |  |

François Codet, chef d'entreprise, maire de Bois-Guillaume, suppléant de Roger Dusseaulx, le remplaça lorsqu'il fut nommé membre du gouvernement, le 15 mai 1962. François Codet décéda le 31 octobre 1962.

### Élections législatives de 1962
| Candidat                    | Candidat                      | Parti          | Premier tour | Premier tour | Second tour | Second tour |  |
| Candidat                    | Candidat                      | Parti          | Voix         | %            | Voix        | %           |  |
| --------------------------- | ----------------------------- | -------------- | ------------ | ------------ | ----------- | ----------- |  |
|                             | Roger Dusseaulx sortant réélu | UNR-UDT        | 19 420       | 49,57        | 23 341      | 57,9        |  |
|                             | Victor Blot                   | PCF            | 8 530        | 21,77        | 12 153      | 30,15       |  |
|                             | Jacques Lemonnier-Leblanc     | MRP            | 3 644        | 9,3          | 4 819       | 11,95       |  |
|                             | Serge Huguerre                | SFIO           | 2 796        | 7,14         | Retrait     | Retrait     |  |
|                             | Xavier Camillerapp            | CNIP           | 2 765        | 7,06         | Retrait     | Retrait     |  |
|                             | Michel Bérégovoy              | PSU            | 2 021        | 5,16         | Retrait     | Retrait     |  |
|                             |                               |                |              |              |             |             |  |
| Inscrits                    | Inscrits                      | Inscrits       | 62 065       | 100,00       | 62 060      | 100,00      |  |
| Abstentions                 | Abstentions                   | Abstentions    | 21 697       | 34,96        | 20 310      | 32,73       |  |
| Votants                     | Votants                       | Votants        | 40 368       | 65,04        | 41 750      | 67,27       |  |
| Blancs et nuls              | Blancs et nuls                | Blancs et nuls | 1 192        | 2,95         | 1 437       | 3,44        |  |
| Exprimés                    | Exprimés                      | Exprimés       | 39 176       | 97,05        | 40 313      | 96,56       |  |
| Source : Gallica et CEVIPOF |                               |                |              |              |             |             |  |

Le suppléant de Roger Dusseaulx était Jean Flament, conseiller municipal de Rouen.

### Élections législatives de 1967
| Candidat                    | Candidat                      | Parti          | Premier tour | Premier tour | Second tour | Second tour |  |
| Candidat                    | Candidat                      | Parti          | Voix         | %            | Voix        | %           |  |
| --------------------------- | ----------------------------- | -------------- | ------------ | ------------ | ----------- | ----------- |  |
|                             | Roger Dusseaulx sortant réélu | UD-Ve          | 18 562       | 39,29        | 24 395      | 54,78       |  |
|                             | Victor Blot                   | PCF            | 11 006       | 23,3         | 20 138      | 45,22       |  |
|                             | Jean Allard                   | CD (PDM)       | 7 104        | 15,04        | Retrait     | Retrait     |  |
|                             | Alfred Slodownik              | FGDS (Radical) | 4 798        | 10,16        |             |             |  |
|                             | Robert Dubreuil               | PSU            | 3 281        | 6,94         |             |             |  |
|                             | Michel Vallet                 | ARLP           | 1 404        | 2,97         |             |             |  |
|                             | Claude Bouteleux              | Modérés        | 1 089        | 2,31         |             |             |  |
|                             |                               |                |              |              |             |             |  |
| Inscrits                    | Inscrits                      | Inscrits       | 63 294       | 100,00       | 63 293      | 100,00      |  |
| Abstentions                 | Abstentions                   | Abstentions    | 14 694       | 23,22        | 15 701      | 24,81       |  |
| Votants                     | Votants                       | Votants        | 48 600       | 76,78        | 47 592      | 75,19       |  |
| Blancs et nuls              | Blancs et nuls                | Blancs et nuls | 1 356        | 2,79         | 3 059       | 6,43        |  |
| Exprimés                    | Exprimés                      | Exprimés       | 47 244       | 97,21        | 44 533      | 93,57       |  |
| Source : Gallica et CEVIPOF |                               |                |              |              |             |             |  |

René Tamarelle, maire de Bihorel, ancien député UFF, était le suppléant de Roger Dusseaulx. Il décéda le 17 mars 1968.

### Élections législatives de 1968
| Candidat                    | Candidat                      | Parti          | Premier tour | Premier tour | Second tour | Second tour |  |
| Candidat                    | Candidat                      | Parti          | Voix         | %            | Voix        | %           |  |
| --------------------------- | ----------------------------- | -------------- | ------------ | ------------ | ----------- | ----------- |  |
|                             | Roger Dusseaulx sortant réélu | UDR (URP)      | 19 709       | 41,25        | 26 623      | 62,5        |  |
|                             | Jean Lecanuet                 | CD (PDM)       | 12 499       | 26,16        | Retrait     | Retrait     |  |
|                             | Victor Blot                   | PCF            | 11 401       | 23,86        | 15 973      | 37,5        |  |
|                             | Robert Dubreuil               | PSU            | 4 168        | 8,72         |             |             |  |
|                             |                               |                |              |              |             |             |  |
| Inscrits                    | Inscrits                      | Inscrits       | 62 364       | 100,00       | 62 364      | 100,00      |  |
| Abstentions                 | Abstentions                   | Abstentions    | 13 967       | 22,4         | 16 934      | 27,15       |  |
| Votants                     | Votants                       | Votants        | 48 397       | 77,6         | 45 430      | 72,85       |  |
| Blancs et nuls              | Blancs et nuls                | Blancs et nuls | 620          | 1,28         | 2 834       | 6,24        |  |
| Exprimés                    | Exprimés                      | Exprimés       | 47 777       | 98,72        | 42 596      | 93,76       |  |
| Source : Gallica et CEVIPOF |                               |                |              |              |             |             |  |

Guy Lucas-Leclin, négociant, était le suppléant de Roger Dusseaulx.

### Élections législatives de 1973
| Candidat                    | Candidat                | Parti          | Premier tour | Premier tour | Second tour | Second tour |  |
| Candidat                    | Candidat                | Parti          | Voix         | %            | Voix        | %           |  |
| --------------------------- | ----------------------- | -------------- | ------------ | ------------ | ----------- | ----------- |  |
|                             | Jean Lecanuet élu       | CD (PDM)       | 18 431       | 36,32        | 29 904      | 62,16       |  |
|                             | Roger Dusseaulx sortant | UDR (URP)      | 12 288       | 24,22        | Retrait     | Retrait     |  |
|                             | Victor Blot             | PCF            | 9 818        | 19,35        | 18 207      | 37,84       |  |
|                             | Jean Barré              | PS (UGSD)      | 5 539        | 10,92        |             |             |  |
|                             | Odette Cahier           | PSU            | 1 877        | 3,7          |             |             |  |
|                             | Raoul Leroy             | Divers droite  | 846          | 1,67         |             |             |  |
|                             | Alain Letuvé            | LCR            | 743          | 1,46         |             |             |  |
|                             | Élisabeth Descottes     | Divers droite  | 650          | 1,28         |             |             |  |
|                             | François Lefèvre        | FN             | 552          | 1,09         |             |             |  |
|                             |                         |                |              |              |             |             |  |
| Inscrits                    | Inscrits                | Inscrits       | 63 741       | 100,00       | 63 737      | 100,00      |  |
| Abstentions                 | Abstentions             | Abstentions    | 12 018       | 18,85        | 13 007      | 20,41       |  |
| Votants                     | Votants                 | Votants        | 51 723       | 81,15        | 50 730      | 79,59       |  |
| Blancs et nuls              | Blancs et nuls          | Blancs et nuls | 979          | 1,89         | 2 619       | 5,16        |  |
| Exprimés                    | Exprimés                | Exprimés       | 50 744       | 98,11        | 48 111      | 94,84       |  |
| Source : Gallica et CEVIPOF |                         |                |              |              |             |             |  |

Le suppléant de Jean Lecanuet était le Docteur Pierre Damamme, conseiller général, maire de Darnétal. Pierre Damamme remplaça Jean Lecanuet du 29 juin 1974 au 2 avril 1978, quand il fut nommé membre du gouvernement.

### Élections législatives de 1978
| Candidat                    | Candidat            | Parti          | Premier tour | Premier tour | Second tour | Second tour |  |
| Candidat                    | Candidat            | Parti          | Voix         | %            | Voix        | %           |  |
| --------------------------- | ------------------- | -------------- | ------------ | ------------ | ----------- | ----------- |  |
|                             | Henri Colombier élu | UDF (CDS)      | 17 284       | 29,55        | 31 475      | 53,04       |  |
|                             | Jean-Marie Panier   | PS             | 12 883       | 22,03        | 27 871      | 46,96       |  |
|                             | Jean-Claude Pézier  | PCF            | 10 388       | 17,76        | Retrait     | Retrait     |  |
|                             | Roger Parment       | RPR            | 7 033        | 12,02        |             |             |  |
|                             | Michel Blaiset      | Divers droite  | 3 909        | 6,68         |             |             |  |
|                             | Jean-Pierre Dussaux | Écologie 78    | 2 702        | 4,62         |             |             |  |
|                             | Ginette David       | PSU (FA)       | 1 110        | 1,9          |             |             |  |
|                             | Francis Gutmann     | MDD            | 794          | 1,36         |             |             |  |
|                             | Hélène Chatroussat  | LO             | 683          | 1,17         |             |             |  |
|                             | Georges Bellien     | MRG            | 593          | 1,01         |             |             |  |
|                             | Jacquelin Bourgeois | FN             | 557          | 0,95         |             |             |  |
|                             | Jean-Louis Amans    | LCR            | 405          | 0,69         |             |             |  |
|                             | Philippe Cailleux   | Extrême droite | 151          | 0,26         |             |             |  |
|                             |                     |                |              |              |             |             |  |
| Inscrits                    | Inscrits            | Inscrits       | 71 127       | 100,00       | 71 128      | 100,00      |  |
| Abstentions                 | Abstentions         | Abstentions    | 11 421       | 16,06        | 10 539      | 14,82       |  |
| Votants                     | Votants             | Votants        | 59 706       | 83,94        | 60 589      | 85,18       |  |
| Blancs et nuls              | Blancs et nuls      | Blancs et nuls | 1 214        | 2,03         | 1 243       | 2,05        |  |
| Exprimés                    | Exprimés            | Exprimés       | 58 492       | 97,97        | 59 346      | 97,95       |  |
| Source : Gallica et CEVIPOF |                     |                |              |              |             |             |  |

La suppléante d'Henri Colombier était Geneviève Préterre, de Darnétal.

### Élections législatives de 1981
| Candidat       | Candidat                | Parti           | Premier tour | Premier tour | Second tour | Second tour |  |
| Candidat       | Candidat                | Parti           | Voix         | %            | Voix        | %           |  |
| -------------- | ----------------------- | --------------- | ------------ | ------------ | ----------- | ----------- |  |
|                | Henri Colombier sortant | UDF (CDS) (UNM) | 23 418       | 48,04        | 25 571      | 48,92       |  |
|                | Michel Bérégovoy élu    | PS              | 17 039       | 34,95        | 26 696      | 51,08       |  |
|                | Jean-Claude Pézier      | PCF             | 6 325        | 12,98        |             |             |  |
|                | Maurice Deliquaire      | PSU             | 1 257        | 2,58         |             |             |  |
|                | Gisèle Lapeyre          | LO              | 705          | 1,45         |             |             |  |
|                |                         |                 |              |              |             |             |  |
| Inscrits       | Inscrits                | Inscrits        | 70 833       | 100,00       | 70 832      | 100,00      |  |
| Abstentions    | Abstentions             | Abstentions     | 21 385       | 30,19        | 17 901      | 25,27       |  |
| Votants        | Votants                 | Votants         | 49 448       | 69,81        | 52 931      | 74,73       |  |
| Blancs et nuls | Blancs et nuls          | Blancs et nuls  | 704          | 1,42         | 664         | 1,25        |  |
| Exprimés       | Exprimés                | Exprimés        | 48 744       | 98,58        | 52 267      | 98,75       |  |

Le suppléant de Michel Bérégovoy était Dominique Carliez, ingénieur.

### Élections législatives de 1988
| Candidat       | Candidat                   | Parti           | Premier tour | Premier tour | Second tour | Second tour |  |
| Candidat       | Candidat                   | Parti           | Voix         | %            | Voix        | %           |  |
| -------------- | -------------------------- | --------------- | ------------ | ------------ | ----------- | ----------- |  |
|                | Michel Bérégovoy élu       | PS              | 14 320       | 40,05        | 20 022      | 51,25       |  |
|                | Jean Allard sortant        | UDF (CDS) (URC) | 14 075       | 39,36        | 19 042      | 48,75       |  |
|                | Dominique Chaboche sortant | FN              | 3 515        | 9,83         |             |             |  |
|                | Georges Hélaine            | PCF             | 2 866        | 8,01         |             |             |  |
|                | Jean-Pierre Cevaer         | POE             | 982          | 2,75         |             |             |  |
|                |                            |                 |              |              |             |             |  |
| Inscrits       | Inscrits                   | Inscrits        | 58 718       | 100,00       | 58 704      | 100,00      |  |
| Abstentions    | Abstentions                | Abstentions     | 22 331       | 38,03        | 18 735      | 31,91       |  |
| Votants        | Votants                    | Votants         | 36 387       | 61,97        | 39 969      | 68,09       |  |
| Blancs et nuls | Blancs et nuls             | Blancs et nuls  | 629          | 1,73         | 905         | 2,26        |  |
| Exprimés       | Exprimés                   | Exprimés        | 35 758       | 98,27        | 39 064      | 97,74       |  |

La suppléante de Michel Bérégovoy était Françoise Siard, laborantine, conseillère municipale de Rouen.

### Élections législatives de 1993
| Candidat       | Candidat                 | Parti          | Premier tour | Premier tour | Second tour | Second tour |  |
| Candidat       | Candidat                 | Parti          | Voix         | %            | Voix        | %           |  |
| -------------- | ------------------------ | -------------- | ------------ | ------------ | ----------- | ----------- |  |
|                | Jeanine Bonvoisin élu    | UDF (CDS)      | 16 925       | 45,16        | 22 076      | 61,42       |  |
|                | Michel Bérégovoy sortant | PS (ADFP)      | 6 771        | 18,07        | 13 867      | 38,58       |  |
|                | Dominique Chaboche       | FN             | 4 704        | 12,55        |             |             |  |
|                | Irène Pergent            | Les Verts (EÉ) | 3 375        | 9,01         |             |             |  |
|                | Didier Chartier          | PCF            | 2 282        | 6,09         |             |             |  |
|                | Jean-Paul Delafênetre    | Divers droite  | 922          | 2,46         |             |             |  |
|                | Anne Hodgkinson          | LT-LNÉ         | 919          | 2,45         |             |             |  |
|                | Gisèle Lapeyre           | LO             | 879          | 2,35         |             |             |  |
|                | Roger Séri               | Divers droite  | 278          | 0,74         |             |             |  |
|                | Yann de Saint-Pol        | CNIP           | 252          | 0,67         |             |             |  |
|                | Juan Vittet              | MDD            | 170          | 0,45         |             |             |  |
|                |                          |                |              |              |             |             |  |
| Inscrits       | Inscrits                 | Inscrits       | 57 754       | 100,00       | 57 754      | 100,00      |  |
| Abstentions    | Abstentions              | Abstentions    | 18 867       | 32,67        | 19 550      | 33,85       |  |
| Votants        | Votants                  | Votants        | 38 887       | 67,33        | 38 204      | 66,15       |  |
| Blancs et nuls | Blancs et nuls           | Blancs et nuls | 1 410        | 3,63         | 2 261       | 5,92        |  |
| Exprimés       | Exprimés                 | Exprimés       | 37 477       | 96,37        | 35 943      | 94,08       |  |

Le suppléant de Jeanine Bonvoisin était Patrick Herr, adjoint au maire de Rouen. Il remplaça Jeanine Bonvoisin, décédée, du 26 février 1996 au 21 avril 1997.

### Élections législatives de 1997
| Candidat       | Candidat                   | Parti          | Premier tour | Premier tour | Second tour | Second tour |  |
| Candidat       | Candidat                   | Parti          | Voix         | %            | Voix        | %           |  |
| -------------- | -------------------------- | -------------- | ------------ | ------------ | ----------- | ----------- |  |
|                | Patrick Herr sortant réélu | UDF (FD)       | 11 592       | 33           | 18 567      | 50,11       |  |
|                | Laurent Logiou             | PS             | 8 887        | 25,3         | 18 485      | 49,89       |  |
|                | Dominique Chaboche         | FN             | 4 956        | 14,11        |             |             |  |
|                | Patrice Siard              | MDC            | 2 847        | 8,1          |             |             |  |
|                | Jean-Pierre Lancry         | Les Verts      | 1 588        | 4,52         |             |             |  |
|                | Gisèle Lapeyre             | LO             | 1 070        | 3,05         |             |             |  |
|                | Hubert de Bailliencourt    | LDI (MPF)      | 1 008        | 2,87         |             |             |  |
|                | Jean-François Fargnier     | GÉ             | 917          | 2,61         |             |             |  |
|                | Frank Prouet               | LCR            | 713          | 2,03         |             |             |  |
|                | Michel Chataigner          | US4J           | 478          | 1,36         |             |             |  |
|                | Olivier Verdière           | MÉI            | 382          | 1,09         |             |             |  |
|                | Christine Gauchet          | Extrême gauche | 313          | 0,89         |             |             |  |
|                | Pierre Durieu              | Divers gauche  | 236          | 0,67         |             |             |  |
|                | Jocelyne Gourmelon         | Extrême droite | 145          | 0,41         |             |             |  |
|                | Éric Selégny               | Divers droite  | 0            | 0            |             |             |  |
|                |                            |                |              |              |             |             |  |
| Inscrits       | Inscrits                   | Inscrits       | 56 882       | 100,00       | 56 882      | 100,00      |  |
| Abstentions    | Abstentions                | Abstentions    | 20 405       | 35,87        | 17 972      | 31,6        |  |
| Votants        | Votants                    | Votants        | 36 477       | 64,13        | 38 910      | 68,4        |  |
| Blancs et nuls | Blancs et nuls             | Blancs et nuls | 1 345        | 3,69         | 1 858       | 4,78        |  |
| Exprimés       | Exprimés                   | Exprimés       | 35 132       | 96,31        | 37 052      | 95,22       |  |

Le suppléant de Patrick Herr était Richard Picot, médecin généraliste à Rouen, élu conseiller municipal en 2001.

### Élections législatives de 2002
| Candidat       | Candidat                   | Parti             | Premier tour | Premier tour | Second tour | Second tour |  |
| Candidat       | Candidat                   | Parti             | Voix         | %            | Voix        | %           |  |
| -------------- | -------------------------- | ----------------- | ------------ | ------------ | ----------- | ----------- |  |
|                | Patrick Herr sortant réélu | UDF (FD)          | 14 739       | 41,86        | 16 782      | 50,79       |  |
|                | Valérie Fourneyron         | PS                | 11 432       | 32,47        | 16 262      | 49,21       |  |
|                | Dominique Chaboche         | FN                | 3 112        | 8,84         |             |             |  |
|                | Véronique Bérégovoy        | Les Verts         | 1 813        | 5,15         |             |             |  |
|                | Hélène Klein               | PCF               | 950          | 2,7          |             |             |  |
|                | Christine Poupin           | LCR               | 777          | 2,21         |             |             |  |
|                | Patrice Siard              | Pôle républicain  | 521          | 1,48         |             |             |  |
|                | Gisèle Lapeyre             | LO                | 457          | 1,3          |             |             |  |
|                | Hubert de Bailliencourt    | MPF               | 312          | 0,89         |             |             |  |
|                | Kamel Naroun               | Extrême gauche    | 289          | 0,82         |             |             |  |
|                | Philippe Girardin          | MNR               | 275          | 0,78         |             |             |  |
|                | Louisa Mameri              | Divers            | 256          | 0,73         |             |             |  |
|                | Anabella Prévost           | Divers écologiste | 180          | 0,51         |             |             |  |
|                | Marie-Odile Baillet        | CPNT              | 99           | 0,28         |             |             |  |
|                |                            |                   |              |              |             |             |  |
| Inscrits       | Inscrits                   | Inscrits          | 55 341       | 100,00       | 55 341      | 100,00      |  |
| Abstentions    | Abstentions                | Abstentions       | 19 630       | 35,47        | 21 356      | 38,59       |  |
| Votants        | Votants                    | Votants           | 35 711       | 64,53        | 33 985      | 61,41       |  |
| Blancs et nuls | Blancs et nuls             | Blancs et nuls    | 499          | 1,4          | 941         | 2,77        |  |
| Exprimés       | Exprimés                   | Exprimés          | 35 212       | 98,6         | 33 044      | 97,23       |  |

### Élections législatives de 2007
| Candidat       | Candidat                | Parti             | Premier tour | Premier tour | Second tour | Second tour |  |
| Candidat       | Candidat                | Parti             | Voix         | %            | Voix        | %           |  |
| -------------- | ----------------------- | ----------------- | ------------ | ------------ | ----------- | ----------- |  |
|                | Bruno Devaux            | UMP               | 13 672       | 38,35        | 15 681      | 44,84       |  |
|                | Valérie Fourneyron élu  | PS                | 12 512       | 35,1         | 19 289      | 55,16       |  |
|                | Laure Leforestier       | UDF–MoDem         | 3 338        | 9,36         |             |             |  |
|                | Jean-Michel Bérégovoy   | Les Verts         | 1 798        | 5,04         |             |             |  |
|                | Catherine Salagnac      | FN                | 945          | 2,65         |             |             |  |
|                | Yolande Heredia         | LCR               | 926          | 2,6          |             |             |  |
|                | Hélène Klein            | PCF               | 865          | 2,43         |             |             |  |
|                | Gisèle Leila Messaoudi  | Extrême gauche    | 405          | 1,14         |             |             |  |
|                | Hubert de Bailliencourt | MPF               | 364          | 1,02         |             |             |  |
|                | Gisèle Lapeyre          | LO                | 287          | 0,81         |             |             |  |
|                | Pierre-Alexandre Besson | Divers            | 231          | 0,65         |             |             |  |
|                | Brigitte Brièr          | DLR               | 161          | 0,45         |             |             |  |
|                | Philippe Girardin       | MNR               | 142          | 0,4          |             |             |  |
|                | Catherine Dupel         | Divers écologiste | 2            | 0,01         |             |             |  |
|                |                         |                   |              |              |             |             |  |
| Inscrits       | Inscrits                | Inscrits          | 61 131       | 100,00       | 61 131      | 100,00      |  |
| Abstentions    | Abstentions             | Abstentions       | 25 049       | 40,98        | 25 398      | 41,55       |  |
| Votants        | Votants                 | Votants           | 36 082       | 59,02        | 35 733      | 58,45       |  |
| Blancs et nuls | Blancs et nuls          | Blancs et nuls    | 434          | 1,2          | 763         | 2,14        |  |
| Exprimés       | Exprimés                | Exprimés          | 35 648       | 98,8         | 34 970      | 97,86       |  |

### Élections législatives de 2012
| Candidat       | Candidat                           | Parti          | Premier tour | Premier tour | Second tour | Second tour |  |
| Candidat       | Candidat                           | Parti          | Voix         | %            | Voix        | %           |  |
| -------------- | ---------------------------------- | -------------- | ------------ | ------------ | ----------- | ----------- |  |
|                | Valérie Fourneyron sortante réélue | PS             | 15 235       | 41,50        | 19 784      | 57,96       |  |
|                | Cyrille Grenot                     | NC (UMP)       | 10 704       | 29,16        | 14 352      | 42,04       |  |
|                | Guillaume Pennelle                 | FN             | 3 703        | 10,09        |             |             |  |
|                | Carine Goupil                      | FG (PCF)       | 2 891        | 7,88         |             |             |  |
|                | Stéphane Martot                    | EÉLV           | 1 657        | 4,51         |             |             |  |
|                | Didier Polin                       | MoDem          | 1 303        | 3,55         |             |             |  |
|                | José Marin                         | NPA            | 295          | 0,80         |             |             |  |
|                | Benoit Sourd-Blévin                | Pirate         | 258          | 0,70         |             |             |  |
|                | Pierre-Alexandre Besson            | AÉI            | 235          | 0,64         |             |             |  |
|                | Valérie Foissey                    | LO             | 186          | 0,51         |             |             |  |
|                | Véronique Charuel                  | S&P            | 101          | 0,28         |             |             |  |
|                | Hervé Brissard                     | POI            | 77           | 0,21         |             |             |  |
|                | Isabelle Plouchard                 | Divers         | 64           | 0,17         |             |             |  |
|                | Marie-Pierre Quenehen              | Divers         | 0            | 0,00         |             |             |  |
|                |                                    |                |              |              |             |             |  |
| Inscrits       | Inscrits                           | Inscrits       | 64 761       | 100,00       | 64 760      | 100,00      |  |
| Abstentions    | Abstentions                        | Abstentions    | 27 532       | 42,51        | 29 533      | 45,6        |  |
| Votants        | Votants                            | Votants        | 37 229       | 57,49        | 35 227      | 54,4        |  |
| Blancs et nuls | Blancs et nuls                     | Blancs et nuls | 520          | 1,4          | 1 091       | 3,1         |  |
| Exprimés       | Exprimés                           | Exprimés       | 36 709       | 98,6         | 34 136      | 96,9        |  |

### Élections législatives de 2017
|                                                                                   |                                                                             |                           |                           |                          |                          |
|                                                                                   |                                                                             | Premier tour 11 juin 2017 | Premier tour 11 juin 2017 | Second tour 18 juin 2017 | Second tour 18 juin 2017 |
|                                                                                   |                                                                             |                           |                           |                          |                          |
|                                                                                   |                                                                             | Nombre                    | % des inscrits            | Nombre                   | % des inscrits           |
| Inscrits                                                                          | Inscrits                                                                    | 64 488                    | 100,00                    | 64 488                   | 100,00                   |
| Abstentions                                                                       | Abstentions                                                                 | 30 945                    | 47,99                     | 37 212                   | 57,70                    |
| Votants                                                                           | Votants                                                                     | 33 543                    | 52,01                     | 27 276                   | 42,30                    |
|                                                                                   |                                                                             |                           | % des votants             |                          | % des votants            |
| Bulletins blancs                                                                  | Bulletins blancs                                                            | 325                       | 0,97                      | 2 218                    | 8,13                     |
| Bulletins nuls                                                                    | Bulletins nuls                                                              | 102                       | 0,30                      | 787                      | 2,89                     |
| Suffrages exprimés                                                                | Suffrages exprimés                                                          | 33 116                    | 98,73                     | 24 271                   | 88,98                    |
|                                                                                   |                                                                             |                           |                           |                          |                          |
| Candidat Étiquette politique (partis et alliances)                                | Candidat Étiquette politique (partis et alliances)                          | Voix                      | % des exprimés            | Voix                     | % des exprimés           |
|                                                                                   |                                                                             |                           |                           |                          |                          |
|                                                                                   | Damien Adam La République en marche                                         | 11 471                    | 34,64                     | 13 271                   | 54,68                    |
|                                                                                   | Valérie Fourneyron (députée sortante) Parti socialiste                      | 5 702                     | 17,22                     | 11 000                   | 45,32                    |
|                                                                                   | Jean-François Bures Les Républicains (Union des démocrates et indépendants) | 5 302                     | 16,01                     |                          |                          |
|                                                                                   | Lionel Descamps La France insoumise                                         | 4 416                     | 13,33                     |                          |                          |
|                                                                                   | Claire Pradel Front national                                                | 2 667                     | 8,05                      |                          |                          |
|                                                                                   | Véronique Bérégovoy Europe Écologie Les Verts (Parti communiste français)   | 2 118                     | 6,40                      |                          |                          |
|                                                                                   | Christophe Coret Divers (Parti animaliste)                                  | 546                       | 1,65                      |                          |                          |
|                                                                                   | Christophe Levasseur Debout la France                                       | 405                       | 1,22                      |                          |                          |
|                                                                                   | Valérie Foissey Lutte ouvrière                                              | 287                       | 0,87                      |                          |                          |
|                                                                                   | Vincent Brousseau Divers (Union populaire républicaine)                     | 202                       | 0,61                      |                          |                          |
|                                                                                   | Mathias Girard Divers                                                       | 0                         | 0,00                      |                          |                          |
| Source : Ministère de l'Intérieur - Première circonscription de la Seine-Maritime |                                                                             |                           |                           |                          |                          |

### Élections législatives de 2022
| Résultats des élections législatives des 12 et 19 juin 2022 de la 1re circonscription de Seine-Maritime |                          |                          |                          |              |              |             |             |
| Candidat                                                                                                | Candidat                 | Parti et coalition       | Nuance                   | Premier tour | Premier tour | Second tour | Second tour |
| Candidat                                                                                                | Candidat                 | Parti et coalition       | Nuance                   | Voix         | %            | Voix        | %           |
| | Maxime Da Silva          | LFI (NUPES)              | NUP                      | 11 045       | 33,05        | 15 744      | 49,88       |
| | Damien Adam              | LREM (ENS)               | ENS                      | 9 424        | 28,20        | 15 822      | 50,12       |
| | Christine de Cintré      | DVG (PS diss.)           | DVG                      | 3 718        | 11,12        |             |             |
| | Mélanie Crosnier         | RN                       | RN                       | 3 094        | 9,26         |             |             |
| | Marie-Hélène Roux        | LR (UDC)                 | LR                       | 2 886        | 8,63         |             |             |
| | Olivier Cleland          | REC                      | REC                      | 1 372        | 4,10         |             |             |
| | Pierre-Alexandre Besson  | EAC                      | ECO                      | 864          | 2,59         |             |             |
| | Pierre-Alexandre Guesdon | PA                       | DIV                      | 523          | 1,56         |             |             |
| | Valérie Foissey          | LO                       | DXG                      | 235          | 0,70         |             |             |
| | Céline Vitard            | POID                     | DXG                      | 144          | 0,43         |             |             |
| | Richard Vacquer          | RS                       | DVG                      | 118          | 0,35         |             |             |
| Votes valides                                                                                           | Votes valides            | Votes valides            | Votes valides            | 33 423       | 98,81        | 31 566      | 94,44       |
| Votes blancs                                                                                            | Votes blancs             | Votes blancs             | Votes blancs             | 285          | 0,84         | 1 355       | 4,05        |
| Votes nuls                                                                                              | Votes nuls               | Votes nuls               | Votes nuls               | 116          | 0,34         | 502         | 1,50        |
| Total                                                                                                   | Total                    | Total                    | Total                    | 33 824       | 100          | 33 423      | 100         |
| Abstention                                                                                              | Abstention               | Abstention               | Abstention               | 32 847       | 49,27        | 33 260      | 49,88       |
| Inscrits / participation                                                                                | Inscrits / participation | Inscrits / participation | Inscrits / participation | 66 671       | 50,73        | 66 683      | 50,12       |

### Élections législatives de 2024
| Candidat                 | Candidat                      | Parti et coalition       | Nuance                   | Premier tour | Premier tour | Second tour | Second tour |
| Candidat                 | Candidat                      | Parti et coalition       | Nuance                   | Voix         | %            | Voix        | %           |
| ------------------------ | ----------------------------- | ------------------------ | ------------------------ | ------------ | ------------ | ----------- | ----------- |
|                          | Florence Hérouin-Léautey élue | PS (NFP)                 | UG                       | 20 040       | 44,44        | 22 790      | 51,23       |
|                          | Damien Adam sortant           | RE (ENS)                 | ENS                      | 12 456       | 27,62        | 12 690      | 28,52       |
|                          | Grégoire Houdan               | RN                       | RN                       | 8 567        | 19,00        | 9 009       | 20,25       |
|                          | Patrick Chabert               | LC (UDC)                 | DVD                      | 2 606        | 5,78         |             |             |
|                          | Christian Savey               | REC                      | REC                      | 465          | 1,03         |             |             |
|                          | Valérie Foissey               | LO                       | EXG                      | 454          | 1,01         |             |             |
|                          | Marie-Hélène Duverger         | NPA-R                    | EXG                      | 271          | 0,60         |             |             |
|                          | Jody Horcholle                | EÉÉ (LC)                 | DVC                      | 122          | 0,27         |             |             |
|                          | Richard Vacquer               | RS                       | DVG                      | 111          | 0,25         |             |             |
|                          | Mikhail Stachkov              | SE                       | DIV                      | 3            | 0,01         |             |             |
|                          |                               |                          |                          |              |              |             |             |
| Votes valides            | Votes valides                 | Votes valides            | Votes valides            | 45 095       | 98,27        | 44 489      | 97,89       |
| Votes blancs             | Votes blancs                  | Votes blancs             | Votes blancs             | 585          | 1,27         | 709         | 1,56        |
| Votes nuls               | Votes nuls                    | Votes nuls               | Votes nuls               | 208          | 0,45         | 248         | 0,55        |
| Total                    | Total                         | Total                    | Total                    | 45 888       | 100          | 45 446      | 100         |
| Abstention               | Abstention                    | Abstention               | Abstention               | 20 713       | 31,10        | 21 175      | 31,78       |
| Inscrits / participation | Inscrits / participation      | Inscrits / participation | Inscrits / participation | 66 601       | 68,90        | 66 621      | 68,22       |

#### Département de la Seine-Maritime
- La fiche de l'INSEE de cette circonscription : « Tableaux et Analyses de la première circonscription de la Seine-Maritime », sur insee.fr, site de l'Institut national de la statistique et des études économiques (consulté le 10 juin 2007) [PDF]

- « Tous les députés du département de la Seine-Maritime depuis 1789 » [archive du 30 septembre 2007], sur assemblee-nationale.fr, site de l'Assemblée nationale française (consulté le 10 juin 2007)

- « Informations contentieuses sur le département de la Seine-Maritime (Élections législatives de 2002) »(Archive.org • Wikiwix • Archive.is • Google • Que faire ?), sur conseil-constitutionnel.fr, site du Conseil constitutionnel (consulté le 13 juin 2007)

#### Circonscriptions en France
- « Carte des circonscriptions législatives en France », sur assemblee-nationale.fr, site de l'Assemblée nationale française (consulté le 10 juin 2007)

- « Résultats électoraux officiels en France »(Archive.org • Wikiwix • Archive.is • Google • Que faire ?), sur interieur.gouv.fr, site du Ministère de l'Intérieur (France) (consulté le 13 juin 2007)

- Description et Atlas des circonscriptions électorales de France sur http://www.atlaspol.com, Atlaspol, site de cartographie géopolitique, consulté le 13 juin 2007.